# لشکر ۷ ژاپن
لشکر ۷ ژاپن (انگلیسی: 7th Division) یکی از نه لشکر فعال نیروی زمینی دفاع‌ازخود ژاپن است. این لشکر تنها لشکر زرهی نیروی زمینی دفاع از خود ژاپن است. این لشکر تابع ارتش شمالی است و مقر آن در چیتوسه، هوکایدو قرار دارد. مسئولیت این لشکر دفاع از هوکایدو شمالی در برابر درگیری‌های احتمالی، عمدتاً از جانب روسیه است.
در ۲ ژوئن ۲۰۱۳، پنجاه و هشتمین سالگرد لشکر ۷ زرهی و پنجاه و نهمین سالگرد تأسیس رژه سرمایه‌گذاری‌های مسکونی هیگاشی چیتوسه.
این لشکر در ۱۵ اوت ۱۹۶۲ به عنوان لشکر ۷ مکانیزه ارتقا یافت. در سال ۱۹۸۱ با تیپ اول زرهی ادغام شد و به لشکر ۷ زرهی تبدیل شد. از سال ۱۹۸۷، این واحد شامل یک ستاد، یک گروهان ستاد، ۷ هنگ (۳ زرهی، ۱ پیاده موتوری، ۱ توپخانه، ۱ توپخانه پدافند هوایی و ۱ هنگ پشتیبانی لجستیکی) و ۳ گردان (یعنی شناسایی، مهندسی رزمی و سیگنال) بود.
یک هنگ زرهی شامل ۵ اسکادران تانک با تیپ ۱۰ بود. یک هنگ پیاده موتوریزه دارای ۶ گروهان پیاده موتوری و ۱ گروهان خمپاره‌انداز بود. هنگ توپخانه شامل ۴ گردان هویتزر ۱۵۵ میلی‌متری خودکششی (هر کدام ۱۰ توپ) بود.
در مجموع، لشکر ۷ زرهی حدود ۶۵۰۰ نفر، ۲۳۰ تانک، حدود ۳۵۰ نفربر زرهی نوع ۸۹ و نوع ۷۳، ۴۰ هویتزر خودکششی، ۴۸ خمپاره‌انداز (۸۱ میلی‌متری و بزرگتر)، ۴۰ سامانه پدافند هوایی خودکششی ۳۵ و ۴۰ میلی‌متری، به همراه سایر سیستم‌های تسلیحاتی و پشتیبانی، داشت که آن را به مسلح‌ترین لشکر ژاپنی تبدیل می‌کرد.